# Stick to Your Guns (film)
Stick to Your Guns è un film del 1941 diretto da Lesley Selander.
È un western statunitense con William Boyd, Andy Clyde e Brad King. È una delle produzioni della serie di film western incentrati sul personaggio di Hopalong Cassidy, interpretato da William Boyd e creato dall'autore Clarence E. Mulford nel 1904.

## Produzione
Il film, diretto da Lesley Selander su una sceneggiatura di J. Benton Cheney e un soggetto di Clarence E. Mulford, fu prodotto da Harry Sherman tramite la Harry Sherman Productions e girato a Kernville e a Lone Pine, in California, dal 7 luglio a metà luglio 1941.

## Distribuzione
Il film fu distribuito negli Stati Uniti dal 17 settembre 1941
 al cinema dalla Paramount Pictures.
Altre distribuzioni:
- in Danimarca il 6 dicembre 1951 (De vilde bjerges bande)
- in Belgio (Gardez vos larmes)
- in Brasile (Vaqueiro Detective)
- in Grecia (I symmoria tou thanatou)

## Promozione
Tra le tagline:
- HERE COMES THAT HIAR-TRIGGER... HARD-RIDIN' HERO!
- BAR-20 BOYS AGAINST AN ARMY OF KILLERS... but nothing can stop Hopalong and his pals when justice calls!
- DANGER can'ts stop Cassidy and the Bar-20 boys when a pal's in trouble!